# シアトル・サウンダーズFC
シアトル・サウンダーズFC（英: Seattle Sounders FC）は、アメリカ合衆国のワシントン州シアトルをホームタウンとする、アメリカ合衆国およびカナダのプロサッカーリーグ（メジャーリーグサッカー）に加盟するプロサッカークラブ。ホームゲームはルーメン・フィールドで開催される。

## 概要
チーム オーナーより、新しいチームの名前が『Seattle Sounders FC』になると発表。チーム名の決定方法については、「Seattle Alliance」「Seattle Republic」「Seattle FC」の3つの選択肢から1つを選択するか、もしくは任意の名前を入力する形のファンによるオンライン投票が事前に行われた。結果、14,500の投票の内、50％が任意の名前を入力し、さらにその内49％が「Sounders」から派生した名前を含んでおり、『Seattle Sounders FC』という名前はこの結果を酌んだものである。
サウンダーズもかつて存在したチームを起源としており、2024年から変更されたロゴには「1974」の数字が入り、公式サイトも50周年としている。
『Seattle Sounders』はシアトルでかつて北米サッカーリーグに存在したチームや、ユナイテッドサッカーリーグに2008年まで参加しており、本チームの事実上の前身となったチームの名前で、こういった歴史を大切にしたいというサポーターが多かったためである。
また同日、チーム エンブレムとチーム カラーも発表された。エンブレムは2枚の盾型の紋章によって構成され、所有者、コミュニティ、選手とファン間の協力関係を意味している。そして、エンブレムの中央にはシアトルのシンボルとして知られるスペースニードルを取り入れられている。

## 歴史
2016年
MLSカップでは初の決勝をカナダのトロントFCと迎える事になった。12月10日の決勝戦では0-0の激闘の末、延長戦でも決着がつかずにPK戦となった。PK戦では5-4で、シアトル・サウンダーズにとって初となるMLSカップ優勝を決めた。
2022年
CONCACAFチャンピオンズリーグ決勝でUNAMプーマスと対戦。1stレグでは2－2と引き分けたものの、ホームで迎えた2ndレグでは3-0と圧倒し、チーム初となる国際タイトル獲得を決めた。

## タイトル

### 国内タイトル
- MLSカップ：2回
  - 2016, 2019

- サポーターズ・シールド：1回
  - 2014

- ラマー・ハント・U.S.オープンカップ：4回
  - 2009, 2010, 2011, 2014

- ウェスタン・カンファレンス
  - 3回 (プレーオフ) 2016, 2017, 2019
  - 1回 (レギュラーシーズン) 2014

- カスカディアカップ：2回
  - 2011, 2015

- マイナーカップ
  - Community Shield 2回：2011, 2012
  - Heritage Cup 3回：2010, 2011, 2013
  - Desert Diamond Cup 1回：2013

### 国際タイトル
- CONCACAFチャンピオンズリーグ：1回
  - 2022

## 過去の成績
| 年   | ディビジョン | ディビジョン | ディビジョン | ディビジョン | ディビジョン | ディビジョン | ディビジョン | ディビジョン | ディビジョン | プレーオフ   | USオープンカップ |
| 年   | 試           | 勝           | 分           | 敗           | 得           | 失           | 点           | レギュラー   | 全体         | プレーオフ   | USオープンカップ |
| ---- | ------------ | ------------ | ------------ | ------------ | ------------ | ------------ | ------------ | ------------ | ------------ | ------------ | ---------------- |
| 2009 | 30           | 12           | 7            | 11           | 38           | 29           | 47           | 西3位        | 4位          | C-準決勝敗退 | 優勝             |
| 2010 | 30           | 14           | 10           | 6            | 39           | 35           | 48           | 西4位        | 6位          | C-準決勝敗退 | 優勝             |
| 2011 | 34           | 18           | 7            | 9            | 56           | 37           | 63           | 西2位        | 2位          | C-準決勝敗退 | 優勝             |
| 2012 | 34           | 15           | 8            | 11           | 51           | 33           | 56           | 西3位        | 7位          | C-準優勝     | 準優勝           |
| 2013 | 34           | 15           | 12           | 7            | 42           | 42           | 52           | 西4位        | 6位          | C-準決勝敗退 | 3回戦敗退        |
| 2014 | 34           | 20           | 10           | 4            | 65           | 50           | 64           | 西1位        | 1位          | C-準優勝     | 優勝             |
| 2015 | 34           | 15           | 13           | 6            | 44           | 36           | 51           | 西4位        | 6位          | C-準決勝敗退 | 4回戦敗退        |
| 2016 | 34           | 14           | 14           | 6            | 44           | 43           | 48           | 西4位        | 7位          | 優勝         | 準々決勝敗退     |
| 2017 | 34           | 14           | 9            | 11           | 52           | 39           | 53           | 西2位        | 7位          | 準優勝       | 5回戦敗退        |
| 2018 | 34           | 18           | 11           | 5            | 52           | 37           | 59           | 西2位        | 4位          | C-準決勝敗退 | 4回戦敗退        |
| 2019 | 34           | 16           | 10           | 8            | 51           | 49           | 56           | 西2位        | 4位          | 優勝         | 4回戦敗退        |
| 2020 | 22           | 11           | 5            | 6            | 44           | 23           | 39           | 西2位        | 6位          | 準優勝       | -                |
| 2021 | 34           | 17           | 8            | 9            | 53           | 33           | 60           | 西2位        | 2位          | 1回戦敗退    | -                |
| 2022 | 34           | 12           | 5            | 17           | 47           | 46           | 41           | 西11位       | 21位         | -            | 4回戦敗退        |

## 平均観客動員
| 年   | レギュラー シーズン | プレーオフ |
| ---- | ------------------- | ---------- |
| 2009 | 30,897              | 35,807     |
| 2010 | 36,173              | 35,521     |
| 2011 | 38,496              | 36,021     |
| 2012 | 43,144              | 39,758     |
| 2013 | 44,038              | 35,356     |
| 2014 | 43,734              | 42,835     |
| 2015 | 44,247              | 39,568     |
| 2016 | 42,636              |            |
| 2017 | 43,666              |            |
| 2018 | 40,641              |            |
| 2019 | 40,247              |            |
| 2020 | 36,603              |            |
| 2021 | 22,150              |            |
| 2022 | 33,607              |            |

## 現所属メンバー
2023年1月21日現在 
注：選手の国籍表記はFIFAの定めた代表資格ルールに基づく。
| No. | Pos. |                | 選手名                                |
| --- | ---- | -------------- | ------------------------------------- |
| 3   | DF   | エクアドル     | シャビエル・アレアガ                  |
| 5   | DF   | カメルーン     | ヌフ・トロ                            |
| 6   | MF   | ブラジル       | ジョアン・パウロ                      |
| 7   | MF   | アメリカ合衆国 | クリスティアン・ロルダン              |
| 9   | FW   | ペルー         | ラウル・ルイディアス （DP）           |
| 10  | MF   | ウルグアイ     | ニコラス・ロデイロ (DP)               |
| 11  | MF   | スロバキア     | アルベルト・ルスナーク (DP)           |
| 12  | FW   | コロンビア     | フレディ・モンテーロ                  |
| 13  | FW   | アメリカ合衆国 | ジョーダン・モリス (HG)               |
| 16  | MF   | エルサルバドル | アレックス・ロルダン                  |
| 19  | FW   | ブラジル       | エーベル                              |
| 21  | MF   | アメリカ合衆国 | リード・ベーカー＝ホワイティング (HG) |
| 22  | MF   | アメリカ合衆国 | ケリン・ロウ                          |

| No. | Pos. |                | 選手名                           |
| --- | ---- | -------------- | -------------------------------- |
| 23  | FW   | ブラジル       | レオ・シュー                     |
| 24  | GK   | スイス         | ステファン・フライ               |
| 25  | DF   | アメリカ合衆国 | ジャクソン・レイゲン             |
| 26  | DF   | ロシア         | アンドリュー・トーマス           |
| 28  | DF   | コロンビア     | ジェイマル・ゴメス・アンドラーデ |
| 29  | GK   | アメリカ合衆国 | ヤコブ・カストロ (HG)            |
| 30  | GK   | アメリカ合衆国 | ステファン・クリーブランド       |
| 45  | MF   | アメリカ合衆国 | イーサン・ドブレア (HG)          |
| 73  | MF   | アメリカ合衆国 | オベド・バルガス (HG)            |
| 75  | MF   | アメリカ合衆国 | ダニー・レイヴァ (HG)            |
| 77  | MF   | アメリカ合衆国 | 北原壮太 (HG)                    |
| 84  | MF   | アメリカ合衆国 | ジョシュ・アテンシオ (HG)        |
| 92  | DF   | フランス       | アブドゥライ・シソコ             |
| 99  | FW   | アメリカ合衆国 | ディラン・テベス (HG)            |

監督
- ブライアン・シュメッツァー

## 歴代監督
- ジギ・シュミット 2009-2016
- ブライアン・シュメッツァー 2016-

## 歴代所属選手

### GK
- マーカス・ハーネマン 1994-1997, 2012-2014
- ケーシー・ケラー 2009-2011
- ミヒャエル・グシュプルニグ 2011－2013
- トロイ・パーキンス 2015

### DF
- パトリック・イアンニ 2009-2013
- ジミ・トラオレ 2013-2014
- デアンドレ・イェドリン 2013-2014
- オニェカチ・アパム 2014
- チャド・マーシャル 2014-
- タイロン・ミアーズ 2015-2016
- オニール・フィッシャー 2015-2017
- ロマン・トーレス 2015-
- ケルヴィン・レールダム 2017-
- ワイロン・フランシス 2018
- キム・キヒ 2018-
- ブラッド・スミス 2018-

### MF
- フレドリック・ユングベリ 2009-2010
- ブラッド・エヴァンス 2009-2017
- オスヴァルド・アロンソ 2009-2018
- アルバロ・フェルナンデス 2010-2012, 2016-2017
- マウロ・ロサレス 2011-2013
- アンドレアス・イヴァンシッツ 2015-2017
- クリスティアン・ロルダン 2015-
- ニコラス・ロデイロ 2016-
- グスタフ・スヴェンソン 2017-

### FW
- フレディ・モンテーロ 2009-2012
- ブレイズ・ヌクフォ 2010
- エディ・ジョンソン 2012-2013
- オバフェミ・マルティンス 2013-2016
- クリント・デンプシー 2013-2018
- ケニー・クーパー 2014-2015
- ネルソン・バルデス 2015-2016
- ハーキュリーズ・ゴメス 2016
- ジョーダン・モリス 2016-
- ウィル・ブライン 2017-
- ラウル・ルイディアス 2018-